# جعفر صانعی
جعفر صانعی سپهبد نیروی زمینی شاهنشاهی ایران و آخرین معاون لجستیک وزارت جنگ در دوره محمد رضا پهلوی و از امضا کنندگان اعلامیه بی‌طرفی ارتش در ۲۲ بهمن ۱۳۵۷ بود.

## سوابق نظامی
جعفر صانعی از دانش آموختگان دانشکده افسری نظامیان نیروی زمینی بود که فرماندهی هنگ بهادر و معاونت فرمانداری نظامی تهران در زمان فرمانداری نظامی  ارتشبد اویسی داشته‌است. وی همچنین مدتی نیز معاونت جانشین  اویسی در زمان ریاست وی بر نیروی زمینی بود.

## طرح کودتای کورتاژ[۶]
در جلسه ۲۵ دی ماه ۱۳۵۷ به ریاست ارتشبد قره‌باغی در خصوص طرح روز کورتاژ و چگونگی برخورد با مخالفان و درخواست نخست وزیر وقت شاپور بختیار مبنی در دستگیری یک صد هزار نفر بحث شد.
صانعی که از طرفداران برخورد شدید با مخالفان در دوران انقلاب بود. در بررسی طرح روز کورتاژ ارتش را در آستانه سقوط خوانده برای مقابله با انقلابیون سه درخواست را مطرح می‌کند:
1. دستگیری تمامی مخالفان
2. در دست گرفتن سیستم توزیع آب و برق و سوخت
3. در اختیار گرفتن سیستم تبلیغاتی و راه‌اندازی رادیو و تلویزیون

وی همچنین در تحلیلی احتمال حمله شوروی را به ایران مطرح می‌کند.

## اعلامیه بی‌طرفی ارتش
تیمسار صانعی در آخرین جلسه شورای فرماندهان ارتش اعلام می‌کند که ارتش امکان استفاده از نیروی زمینی را ندارد و در این مورد نیروی زمینی را فاقد امکان تحرک می‌خواند. وی به همراه سایر فرماندهان ارشد اعلامیه بی‌طرفی را امضاء می‌نماید.